# Théo Pellenard
Théo Pellenard (* 4. März 1994 in Lille) ist ein französischer Fußballspieler, der bei Stade Laval unter Vertrag steht.

## Karriere

### Verein
Pellenard begann 2000, im Alter von sechs Jahren bei der US Pradetane mit dem Fußballspielen. Im Sommer 2006 wechselte er in die Jugendabteilung des FC Hyères, ehe er zwei Jahre später zur UA La Valette wechselte. Nach einem Jahr dort entschied er sich für die Jugendakademie von Girondins Bordeaux. Ab 2012 kam er dort auch schon öfters für die zweite Mannschaft in der National 2 und später in der National 3 zum Einsatz. Am 12. Dezember 2013 kam er in der Europa League zu seinem ersten Profieinsatz in der Gruppenphase gegen Maccabi Tel Aviv, als sein Verein 0:1 verlor. Drei Tage später spielte er auch in der Ligue 1 bei einem 2:1-Sieg gegen den FC Valenciennes das erste Mal und auch schon über 90 Minuten. Insgesamt kam er in jener Spielzeit noch zu zwei weiteren Ligaeinsätzen. Nachdem er in der Saison 2014/15 keine Rolle gespielt hatte, wurde er für die Saison 2015/16 an den Zweitligisten Paris FC verliehen. Dort erzielte er bei seinem Debüt gegen Stade Brest direkt sein erstes Profitor und verhalf den Parisern somit zu einem 1:1-Unentschieden am fünften Spieltag. Insgesamt spielte er für die Hauptstädter 20 Mal in der Ligue 2, wobei er fast nur in der Außenverteidigung spielte. Nach seiner Rückkehr war er in der Spielzeit 2016/17 noch immer nicht gesetzt und bestritt nur sechs Ligaspiele. In der Saison 2017/18 lief es wieder besser und Pellenard spielte insgesamt 21 Mal in den beiden Pokalwettbewerben und der Liga. In der Saison 2018/19 spielte er bis Ende Januar 2019 keinmal für die Profimannschaft, lediglich viermal für das wieder viertklassige Zweitteam.
Daraufhin wechselte er in der Winterpause 2019 ablösefrei zum Ligakonkurrenten SCO Angers. Dort spielte er noch sechsmal bis zum Saisonende der höchsten französischen Spielklasse. In der Saison 2019/20 war er erneut keine Stammkraft und kam nur zu acht Ligaeinsätzen. Nach der Saison verließ er Angers und unterschrieb im Oktober 2020, nach kurzer Vereinslosigkeit beim Zweitligisten FC Valenciennes. Dort bestritt er 2020/21 15 Ligaspiele, war also auch hier nicht gesetzt. Im Sommer 2021 schloss er sich dann ablösefrei der AJ Auxerre an. Hier war er Stammspieler und spielte, bis auf vier Spiele aufgrund einer Rotsperre, alle 34 ihm möglichen Ligapartien und auch im Finale der Aufstiegsrelegation. Er schoss insgesamt ein Saisontor und schaffte mit Auxerre den Aufstieg. In der Saisonvorbereitung für 2022/23 verletzte sich Pellenard schwer am Knie und fiel für über ein halbes Jahr aus. Erst am Ende der Spielzeit kam er zu zwei weiteren Einsätzen und zur folgenden Saison gehörte er wieder zum Stammpersonal und bestritt 34 Ligaspiele. Nachdem er in der Hinrunde 2024/25 nur noch zu zwei Partien gekommen war, wechselte Pellenard im Januar 2025 weiter zu Stade Laval in die Ligue 2.

### Nationalmannschaft
Am 29. Mai 2013 bestritt Pellenard eine Testspielpartie für die französische U-20-Nationalmannschaft gegen Portugal. Beim 2:1-Heimsieg im Stade Marcel Roustan von Salon-de-Provence stand der Innenverteidiger über die kompletten 90 Minuten auf dem Platz.

## Erfolge
Girondins Bordeaux B
- Aufstieg in die National 2: 2018

AJ Auxerre
- Aufstieg in die Ligue 1: 2022